# Galambpereszke
A galambpereszke (Tricholoma columbetta) a pereszkefélék családjába tartozó, Európában honos, lomberdőkben élő, ehető gombafaj.

## Megjelenése
A galambpereszke kalapja 5-10 cm széles; alakja fiatalon kúpos vagy félgömbös, később domborún, majd laposan kiterül. Felülete sima, jellegzetesen selymes, nedves időben tapadós. Széle aláhajló, szabálytalan, behasadozó. Színe fehér, esetleg halvány krémszínű foltokkal. 
Húsa rostos, fehér. Szaga és íze lisztszerű, esetleg kissé édeskés lehet. 
Vékony, sűrűn álló lemezei pereszkefoggal lefutók. Színük fehér, idősen rózsaszínes árnyalattal.
Tönkje 5-8 cm magas és 1,5-2 cm vastag. Alakja hengeres, színe fehér. Felülete selymesen szálas, tövénél gyakran zöldeskéken elszíneződött. 
Spórapora fehér. Spórája közel gömb alakú vagy széles ellipszoid, sima, mérete 5-5,5 x 4-5 µm.

### Hasonló fajok
Olyan mérgező vagy nem ehető fajokkal téveszthető össze, mint az émelyítő pereszke, fehér pereszke, nehézszagú pereszke vagy a szappanszagú pereszke. 

## Elterjedése és termőhelye
Európában honos. Magyarországon nem gyakori.  
Savanyú talajú lomberdőkben, inkább bükkösökben található, főleg bükk, tölgy, nyír alatt. Szeptember-októberben terem.

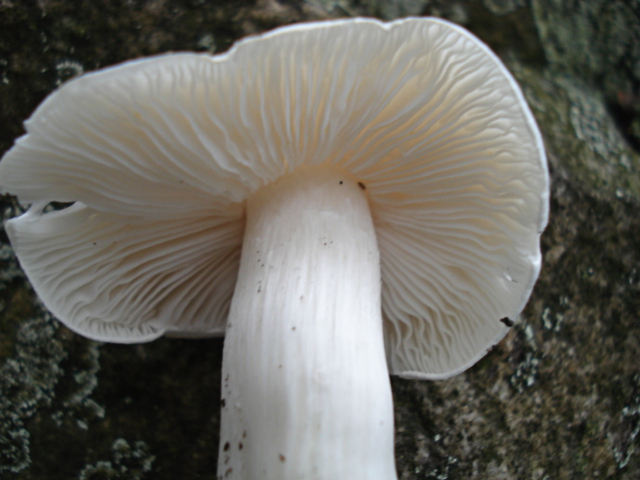
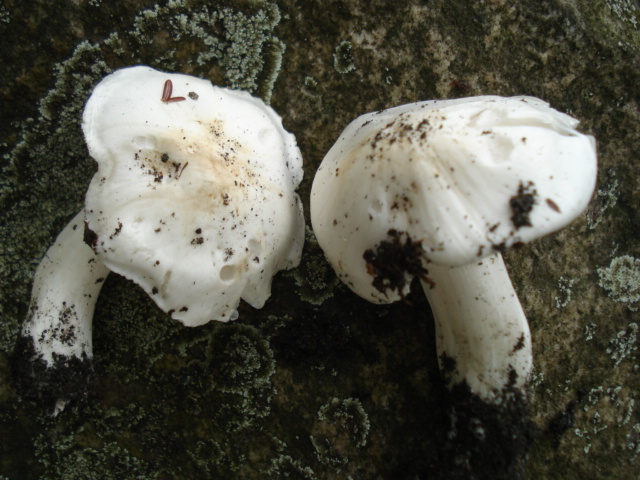
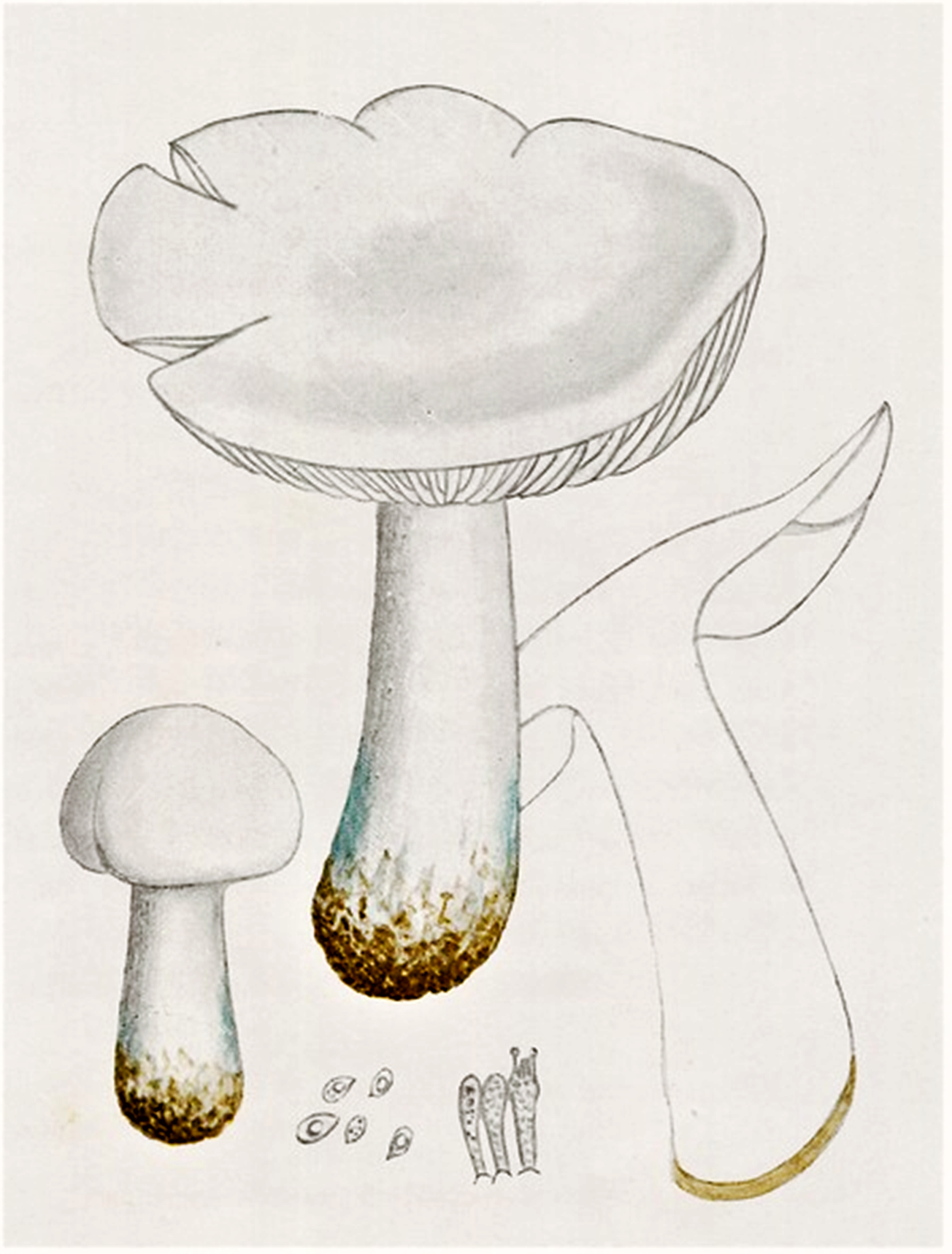
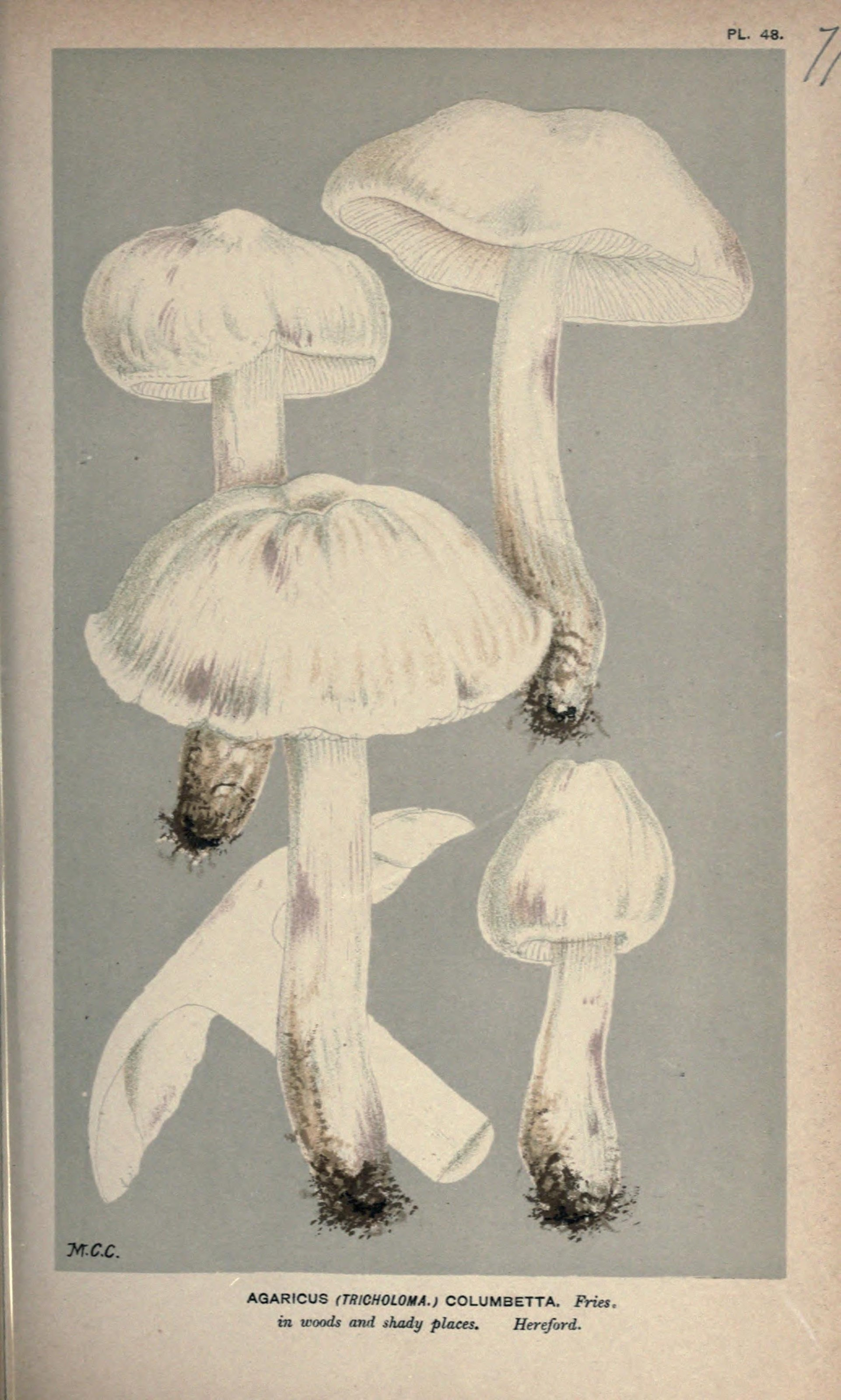

Ehető, de nem túl ízletes gomba. 